# Nomes de Deus no Judaísmo
A Torá foi compilada a partir de ao menos quatro fontes originais, destacando-se duas: Javista (YHWH) e Eloísta (Eloim), que derivam dos nomes usuais de Deus. Por essa razão, o leitor pode se deparar no(s) texto(s) com uma referência bíblica acompanhada de: J (= javista), E (= eloísta), D (= deuteronomista) e P (= sacerdotal).

## YHWH
Dos nomes no Antigo Testamento, o que ocorre com mais frequência (6.823 vezes) é o chamado Tetragrama, YHWH (יהוה), comumente representado nas traduções modernas em português pela forma Javé.

## Elohim
Elohim (אלהים) é em forma plural, embora comumente construído com um verbo ou adjetivo singular.

## El
A palavra El (אל) aparece em assírio (ilu) e fenício, bem como em hebraico, como um nome comum de Deus. Encontra-se também nos dialetos sul-arábicos e em aramaico, árabe e etíope, como também em hebraico, como elemento de nomes próprios. É usado tanto no singular quanto no plural, tanto para outros deuses quanto para o Deus de Israel. Como um nome de Deus, no entanto, é usado principalmente em poesia e discurso profético, raramente em prosa, em seguida, geralmente com algum epíteto anexado, como um Deus ciumento. Outros exemplos de seu uso com algum atributo ou epíteto são: El 'Elyon (Deus Altíssimo), El Shaddai (Deus Todo Poderoso), El 'Olam (Deus eterno), El Ḥai (Deus vivo), El Ro'i (Deus da visão), El Elohe Israel (Deus, o Deus de Israel), El Gibbor (Deus Herói).

## Adonai
A palavra Adonai vem do hebraico אֲדֹנָי, Adon (senhor) + sufixo "ai" ("meu"); o nome do deus grego Adônis é derivado da mesma raiz semítica adon, "Senhor". Esta palavra era utilizada pelos fenícios para o deus pagão Tamuz.
Os judeus utilizam esta palavra em relação a YHWH no lugar de pronunciar o tetragrama como  em orações e ocasiões solenes. Coloquialmente, utilizam a palavra HaShem (O Nome) para referir-se ao Criador. Quando os massoretas adicionaram a pontuação vocálica ao texto das escrituras, as vogais de Adonai foram adicionadas ao tetragrama para que se fosse lembrado que deveria ser lido Adonai no lugar do tetragrama. Esta vocalização errônea criou a palavra Yahweh.
Em português, Adonai é traduzido geralmente como Senhor.

## Ehiyeh-Asher-Ehiyeh
O nome Ehiyeh (hebraico: אֶהְיֶה) vem da frase אהיה אשר אהיה "Ehiyeh-Asher-Ehiyeh" (Êxodo 3:14), geralmente traduzida como “Eu Sou o que Sou”, “Eu Sou Aquele que É”, “Eu Sou quem Sou”, “Eu Serei o que Serei”, dependendo da versão.

## HaShem
HaShem (no hebraico: השם) significa O Nome, e é utilizado durante as ocasiões normais da vida cotidiana, enquanto Adonai é utilizado no contexto religioso. Este termo não é bíblico, aparecendo a primeira vez nos Rishonim (autoridades rabínicas medievais).

## Yah
O apelido Yah (Aleluia) é composto das primeiras duas letras do tetragrama sagrado: YHWH (Yahweh ou Yehova). E Aparece frequentemente em nomes hebraicos, tais como do profeta Elias chamado originalmente de: Elyahu ( Ou Elyah). A expressão Aleluia é derivada deste termo.

## YHWH Tzevaot
O nome YHWH e o título Elo-him frequentemente ocorrem com a palavra tzevaot ou sabaoth ("hordas" ou "exércitos", Hebreu: צבאות) como em YHWH Eloah Tzevaot ("YHWH Deus dos Exércitos"), Elohim Tzevaot ("Deus dos Exércitos"), Adonai YHWH Tzevaot ("Senhor YHWH dos Exércitos") e, mais frequentemente, YHWH Tzevaot ("YHWH dos Exércitos"). Veja por exemplo: I Samuel 4:4, I Reis 19:10 e Isaías 3:15.
Este nome composto ocorre principalmente na literatura profética e não aparece nenhuma vez na Torah, Josué ou Juízes. O significado original de tzevaot pode ser encontrado no primeiro livro de Samuel (I Samuel 17:45), onde ele é interpretado como significando "o Deus dos exércitos de Israel". A palavra, neste caso específico é utilizada para denominar as hordas celestes, enquanto em outros casos sempre significa exércitos ou hordas de homens, como em vários casos no Êxodo (Êxodo 6:26, Êxodo 7:4 e Êxodo 12:41).
A grafia latina Sabaoth combinado com as vinhas douradas sobre a porta do Templo de Herodes (construído pelo idumeu Herodes, o Grande) levou a uma confusão de identidade com o deus Sabázio na antiga Roma.

## Nomes e Títulos de Deus
- Avinu Malkeinu- Pai Nosso, Rei Nosso
- Boreh - O Criador
- Elohei Avraham, Elohei Yitzchak ve Elohei Ya`aqov — "Deus de Abraão, Deus de Isaque e Deus de Jacó"
- El ha-Gibbor — "Deus Forte".
- Emet — "Verdade".
- E'in Sof — "Infinito", nome cabalístico de Deus.
- Ro'eh Yisrael — "Pastor de Israel".
- Ha-Kaddosh, Baruch Hu — "O Santo, Bendito Ele".
- Kaddosh Yisrael — "Santo de Israel".
- Melech ha-Melachim — "O Rei dos Reis".
- Magen Avraham — "Escudo de Abraão".
- YHWH-Yireh (Yahweh-Yireh) — "YHWH provê" (Gênesis 22:13, 14).
- YHWH-Rapha" — "YHWH cura" (Êxodo 15:26).
- YHWH-Nissi (Yahweh-Nissi) — "YHWH nossa bandeira" (Êxodo 17:8-15).
- YHWH-Shalom — "YHWH, a nossa paz" (Juízes 6:24).
- YHWH-Tzidkenu — "YHWH, nossa Justiça" (Jeremias 23:6).
- YHWH-Shammah — "YHWH está presente" (Ezequiel 48:35).
- Tzur Yisrael — "Rocha de Israel".

## O uso dos termosD'us,Ad'naieEl'him
Devido ao terceiro mandamento (Não tomarás em vão o nome de YHWH), recentemente alguns judeus usam um apóstrofo nos nomes divinos mais sagrados, de forma a que o nome da divindade não venha a ser profanado por estar escrito em um objeto comum.

## Dio
Nos escritos dos sefarditas da comunidade de judeus da nação portuguesa, a forma Dio é tradicional.[carece de fontes?]

## Kýrios, escrituras gregas
Apesar dos Evangelhos serem escrituras cristãs, estes foram escritos por judeus no primeiro século depois de Cristo. Já no final do primeiro século, começaram a substituir[carece de fontes?] o Tetragrama YHWH pela palavra em grego Kýrios, que tem um sentido idêntico a Adonai e também  significa "Senhor".